# Galeria Repassage
W treści tego artykułu od 2017-07 występują prawdopodobnie wyrażenia zwodnicze, co nie jest zgodne z zasadami przyjętymi w Wikipedii.
 Po wyeliminowaniu niedoskonałości należy usunąć szablon {{Dopracować}} z tego artykułu.

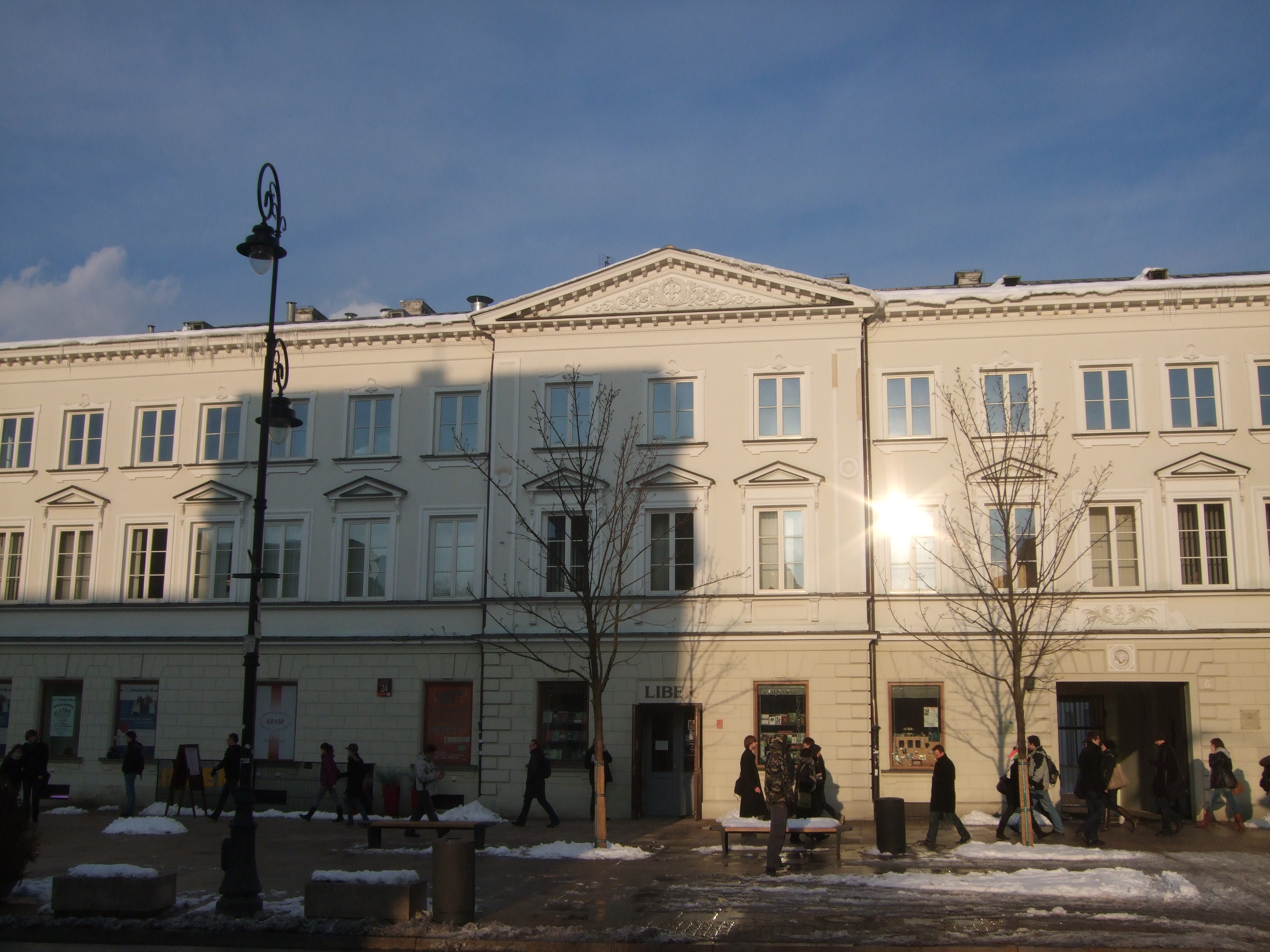
Dawna siedziba Galerii Repassage na Krakowskim Przedmieściu nr 24 w Warszawie

Galeria Repassage (znana również jako Repassage 2 i Re'Repassage) – warszawska galeria sztuki współczesnej, w czasach swojej świetności środowisko artystyczne skupione wokół galerii tworzyło jedno z najważniejszych ognisk odłamu kontrkulturowego polskiej neoawangardy lat 70. XX wieku.

## Historia
W latach 70. XX wieku należała do najsłynniejszych galerii w Polsce, w której uprawiano performance. O ile środowiska artystyczne Galerii Foksal w Warszawie czy Akumulatorów w Poznaniu manifestowały najczęściej tendencje konceptualistyczne, o tyle Galeria Repassage promowała różne formy kontrkultury.
Galeria mieściła się w budynku Uniwersytetu Warszawskiego, ale skupiała głównie absolwentów Akademii Sztuk Pięknych i profesorów.
Od początku swojej działalności związana była ze środowiskiem akademickim (UW oraz ASP). Powstała z przekształcenia jednej z galerii przy uniwersytecie, którą założył Paweł Freisler razem z Przemysławem Kwiekiem i Zofią Kulik.
W tym też czasie szeroko komentowany był w prasie kulturalnej spór, jaki zaistniał w polskim środowisku artystycznym na temat tego, co jest awangardą, a co ją tylko udaje. Burzę wywołał artykuł Włodzimierza Borowskiego w „Kulturze” z roku 1975 pod tytułem: „Pseudoawangarda32”. Zarysował się podział na środowisko Tadeusza Kantora i Galerii Foksal oraz „reszty” – czyli młodszego pokolenia artystów. Zdaniem Anny Baranowskiej: Ten podział pokoleniowy narastał już od pewnego czasu, czego wymownym przykładem stała się akcja Andrzeja Partuma „Lista ignorantów kultury i sztuki”, zrealizowana 17 grudnia 1973 roku w Galerii Repassage w Warszawie. Po stronie wymienionych z nazwiska „ignorantów” znaleźli się dosłownie wszyscy, po stronie właściwej – tylko Andrzej Partum.
W marcu 1973 roku kierownictwo artystyczne nad galerią przejęli Elżbieta i Emil Cieślarowie, na krótko współprowadzącym galerię został Włodzimierz Borowski, jednakże już w styczniu 1974 roku zrezygnował. W 1978 roku, po wyjeździe Elżbiety i Emila Cieślarów do Francji, kierownictwo artystyczne nad galerią przejął Krzysztof Jung zmieniając nazwę na Repassage 2, choć w dalszym ciągu galerię współtworzyło to samo środowisko artystyczne.
Roman Woźniak od stycznia 1980 do lipca 1981 roku kierował galerią Repassage. Woźniak przejął po Krzysztofie Jungu prowadzenie galerii Repassage 2, którą przemianował na Re'Repassage. W tym okresie kierowania galerią środowisko artystyczne tworzyli m.in.: Nicole Grospierre, Dorota Gierzyńska i Daniel Wnuk – pozostający pod wpływem kultury punk.
Ewa Łubińska, przy współpracy z Elżbietą Cieślewicz, nakręciła w 1975 roku film dokumentalny o działaniach galerii i środowiska artystycznego Repassage.
Po strajku studentów, razem z wprowadzeniem stanu wojennego w Polsce, galerię zamknięto.
Artystów z Galerii Repassage w 1993 roku ponownie zaprezentowano w Zachęcie na wystawie „Z dziejów kontrkultury w Polsce”.
Zdaniem Maryli Sitkowskiej środowisko Repassage tworzyło jedno z najważniejszych ognisk odłamu kontrkulturowego polskiej neoawangardy lat 70.

## Ważniejsze działania artystyczne
- 1972 performance Ewy Partum[7]
- 1972 „II Czyszczenie Sztuki”. O tym działaniu pisze Kazimierz Piotrowski: Wówczas to Zarębski przedstawił publiczności deklarację: Moje malarstwo jest pornograficzne. Jego dążenia wyraźnie zmierzały w kierunku propagowania orgiazmu w przestrzeni publicznej zautomatyzowanego społeczeństwa Polski Rzeczypospolitej Ludowej, o czym świadczy zwłaszcza akcja w 1972 roku przy Galerii Repassage w Warszawie podczas II Czyszczenia Sztuki (1972). Polegała ona na wykonaniu instalacji na ulicy z kwiatem w doniczce przypominającym męski członek. Sytuacja ze wszech miar socjologiczna, poetycka i transgresyjna, a przy tym z dozą humoru[8]
- 1972, 1975, 1977 Wystawy indywidualne Ryszarda Winiarskiego[9]
- 1973 Pokaz dokumentacji Galerii Niezależnych (z udziałem m.in. Jolanty Marcolli)[10]
- 1973 „Zewnętrzność” oraz „DO.DO.DO” Andrzeja Dłużniewskiego[11]
- 1973 Maria Orzęcka wystawa indywidualna[12]
- Francuz Daniel Buren uznawany za jednego z najważniejszych artystów powojennych po raz pierwszy był w Polsce w 1974 roku, kiedy na zaproszenie Anny Ptaszkowskiej miał wystawę w pracowni Henryka Stażewskiego i w galerii Repassage[13].
- 1974 – „Dialog” wystawa indywidualna Krzysztofa Zarębskiego[14]
- 1975 „Przyjście zieleni” Teresy Murak[15]
- 1975, 1977 prace Bartłomieja Szulczewskiego
- 1975 „Obchód” Jerzego Kaliny[16]
- 1975 „Czyste ręce” Michała Boguckiego i Tomasza Konarta
- 1976 Elżbieta Cieślar „Czas – przestrzeń – materia”[17]
- 1977 „Smród” Andrzeja Partuma[18]
- 1977 performance Elżbiety i Emila Cieślarów  „Dobrze-Stańczyk”[19]
- 1977 „Ciepłe powietrze” performance Krzysztofa Zarębskiego[14]
- 1978 „Portret totalny Karola Marksa” Krzysztofa M. Bednarskiego[20]
- 1978 „Kultura niszcząca” Wiktora Gutta i Waldemara Raniszewskiego
- 1979 Przemysław Kwiek performance: „Cóś” – ”Posąg kul-tuchał-tury” – „Sztuka z góry” i „Działanie na głowę” – „Pomnik doznający”[21]
- 1979 „Epitafium uliczne pamięci Jana Palacha” Krzysztofa Junga
- 1980 „Stan intymny” (działanie Romana Woźniaka)
- 1980 „Rozmowa” performance Krzysztof Jung, Dorota Krawczyk-Janisch i Wojciech Piotrowski[22] O tym działaniu pisze Paweł Leszkowicz: Właśnie performance, czyli działania Krzysztofa Junga z końca lat 70. w kontrkulturowej warszawskiej galerii Repassage (1971-1981) uważam za jego najwybitniejszy wkład w eksperymentalną sztukę w Polsce i w przestrzeń płciowej i seksualnej odmienności. (…) Performance „Rozmowa” Junga był wykonany w galerii Re'Repassage w grudniu 1980 roku (22/12/1980). Uczestniczyły w niej trzy osoby, artysta Krzysztof Jung i dwójka jego przyjaciół Dorota Krawczyk-Janisch i Wojciech Piotrowski. W ciemnej sali, otoczeni widzami, Krzysztof i Wojciech siedzieli naprzeciwko siebie, ubrani na czarno i zszywali nićmi swoje koszule i spodnie. W ten sposób połączyli się ze sobą. Na koniec rozebrali się do naga i wyszli pozostawiając zszyte ubrania[23].

## Ważniejsi artyści związani z galerią
Władysław Klamerus, Jacek Malicki, Jolanta Marcolla, Andrzej Partum, Andrzej Zuzak, Marek Kożusznik, Kamil Sipowicz, prof. Grzegorz Kowalski związany był z galerią Repassage w latach 1972-1980., Krzysztof Jung, Elżbieta Cieślar, Emil Cieślar.